# Campagna di Filadelfia
La campagna di Filadelfia fu un'iniziativa britannica nel corso della guerra d'indipendenza americana per ottenere il controllo della città di Filadelfia, sede del Secondo congresso continentale.

## Contesto
Nel gennaio del 1777 seguito della presa di New York da parte delle forze britanniche e dei successi ottenuti da Washington a Princeton e Trenton, gli eserciti americano e britannico si trovavano in una situazione di stallo.
Il generale britannico William Howe propose dunque a Lord Germain, Ministro delle Colonie britannico, di attaccare Filadelfia. Lord Germain acconsentì ma fornì a Howe meno uomini rispetto a quelli chiesti. Al tempo stesso, Germain diede il proprio assenso al piano elaborato da John Burgoyne di preparare una spedizione per raggiungere Albany partendo da Montréal e chiese a Howe di dare supporto a Burgoyne.
In realtà, sin dall'inizio il coordinamento tra le due operazioni fu quasi del tutto assente.

## La presa di Filadelfia
Howe, dopo aver tentato invano di ingaggiare battaglia con l'Esercito Continentale di George Washington nel nord del New Jersey, trasferì nella Baia di Chesapeake.
Dopo una serie di battaglie di secondaria importanza, alla fine di agosto Howe arrivò alla testa di circa 15 000 uomini nella parte settentrionale della Baia di Chesapeake (circa 90 km a sud-ovest di Filadelfia). Washington schierò i suoi uomini a difesa della città ma venne aggirato e costretto a ritirarsi subendo forti perdite nella battaglia di Brandywine dell'11 settembre 1777.
Il Congresso continentale abbandonò dunque Filandelfia e si stabilì prima a Lancaster e poi a York, in Pennsylvania.
Il 26 settembre Howe marciò su Filadelfia senza quasi incontrare resistenza ma l'occupazione della città, al contrario di quanto speravano i britannici, non spense la rivolta dei patrioti americani.
Dopo aver preso la città Howe lasciò circa 9 000 soldati a Germantown (circa 8 km a nord di Filadelfia). Qui Washington tentò una sortita ma venne nuovamente sconfitto. Nel frattempo i britannici presero il controllo del fiume Delaware occupando le fortezze di Mifflin e Mercer.
Nonostante ciò la campagna di Filadelfia non fu un successo: Howe procedette con grande lentezza e, soprattutto, non fu in grado di dare sostegno agli uomini di John Burgoyne, impegnati più a nord nella disastrosa campagna di Saratoga che portò la Francia.
Travolto dalle critiche, Howe si dimise e venne sostituito dal suo secondo, Sir Henry Clinton, il quale un anno dopo fu costretto ad evacuare Filadelfia per rafforzare le difese di New York, minacciata da un attacco franco-americano.

## Conseguenze
Poco dopo l'arrivo dei britannici a New York, una flotta francese arrivò a dare rinforzo ai patrioti americani ma il tentativo di attaccare il forte britannico di Newport fu un fallimento.
Clinton ricevette ordini da Londra di riallocare alcune truppe nelle Indie occidentali e iniziò una serie di raid reclutamento tra le comunità costiere dal Chesapeake al Massachusetts. Nei dintorni di New York gli eserciti di Clinton e Washington si scontrano in una serie di schermaglie ma non ci furono ulteriori tentativi britannici di attaccare Filadelfia.
I britannici inoltre, grazie alla collaborazione di alcune tribù indiane, allargarono il fronte della guerra con una serie di spedizioni a partire da Québec.